# Wang Meng (malarz)
Wang Meng (chiń. 王蒙; ur. w Wuxing (dzis. Huzhou) ok. 1308, zm. w 1385 w Nankinie), imię publiczne: Shuming (chiń. 叔明), pseudonim: Huanghe Shanqiao (chiń. 黃鶴山樵), Xiangguang Jushi (chiń. 香光居士) – chiński malarz zaliczany do tzw. „Czterech Wielkich Mistrzów epoki Yuan”.

## Życiorys

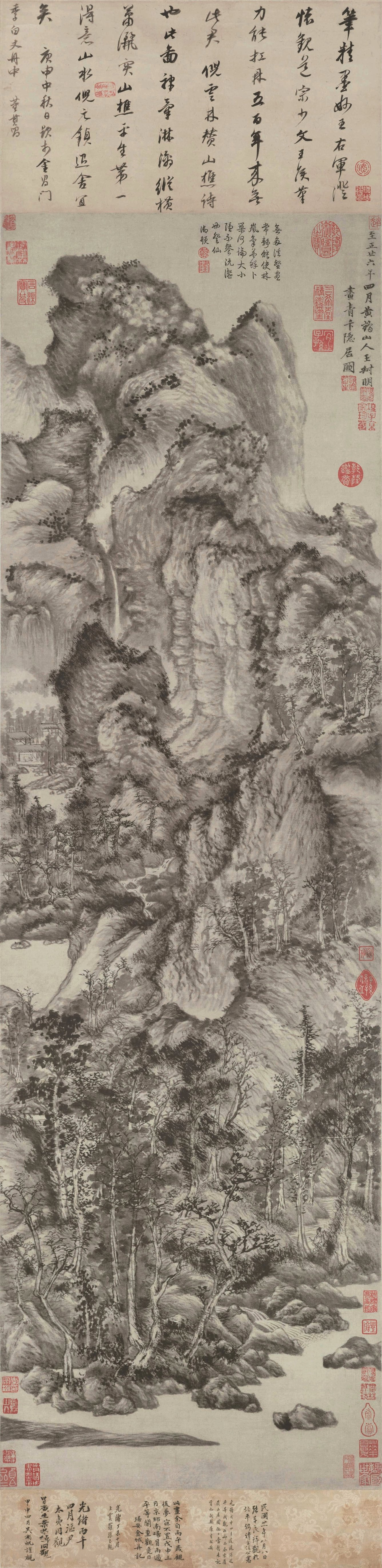
Samotne domostwo w górach Qingbian, 1366. Muzeum Szanghajskie

Jego ojciec Wang Guoqi (zm. ok. 1366) był poetą, kaligrafem i koneserem; jego wujem ze strony matki był malarz Zhao Yong, dziadkiem zaś Zhao Mengfu, u którego mógł pobierać pierwsze lekcja malarstwa. Należał zatem do znamienitej rodziny, z której wywodziło się wielu uczonych, artystów i urzędników. Niewiele wiadomo o jego wczesnym życiu, poza faktem, że przejawiał talent poetycki. Kontynuując rodzinne tradycje, w latach 40. sprawował pomniejszy urząd, jednak powstanie Czerwonych Turbanów i załamanie się mongolskiej kontroli nad regionem Jiangnanu wstrzymały jego karierę. W tych niespokojnych latach wycofał się do „pustelni” położonej na Górze Żółtego Żurawia na północ od Hangzhou, skąd wziął się jego literacki pseudonim „Zbieracz opału z góry Huanghe” (Huanghe Shanqiao). Poza tym dużo podróżował po pobliskich terenach południowo–wschodnich Chin, odwiedzając Suzhou, Wuxi i Songjiang, zwiedzając słynne miejsca, biorąc udział w literackich przyjęciach oraz poznając czołowych pisarzy i malarzy tego czasu. Szczególnie często bywał w Suzhou pod rządami Zhang Shichenga, gdzie był prominentną postacią wśród miejscowej grupy poetów i artystów, do której należeli m.in. Ni Zan, Gao Qi, Yao Guangxiao i Zhang Yu. Być może służył również jako urzędnik w administracji Zhang Shichenga.
Po tym jak władzę w Chinach przejął Zhu Yuanzhang (1368–1398), Wang Meng przez krótki czas sprawował urząd zastępcy prefekta w Tai’an, by ok. 1371 przenieść się do Nankinu. Ostatecznie, jak wielu innych ludzi jego klasy, padł ofiarą paranoi nowego cesarza i został oskarżony o spiskowanie przeciwko niemu wraz z kanclerzem Hu Weiyongiem. W 1379 był jednym z gości zaproszonych do domu kanclerza, by obejrzeć tam obrazy; rok później, kiedy Hu Weiyonga oskarżono o zdradę i stracono, Wang Meng na tej podstawie został wtrącony do więzienia, gdzie zmarł pięć lat później.

## Twórczość

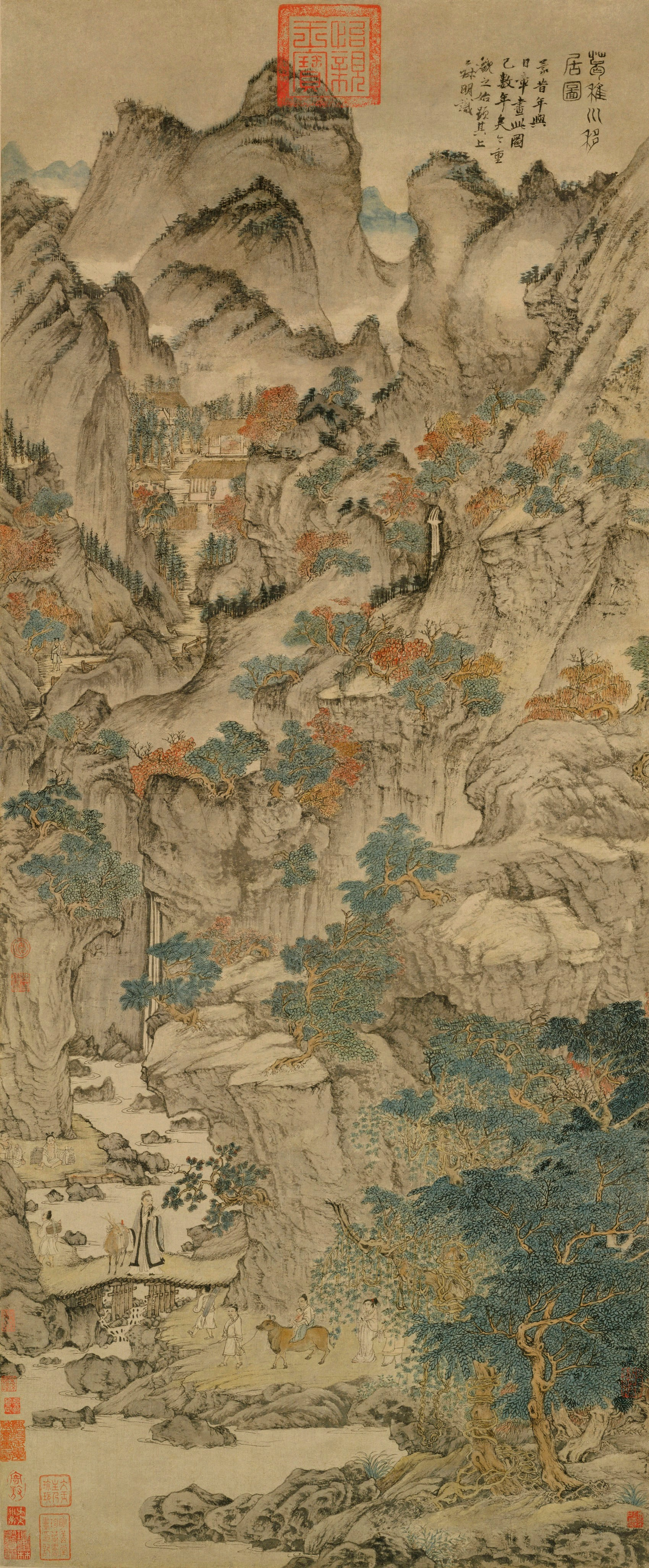
Ge Zhihuan przenoszący swoje domostwo. Muzeum Pałacowe

W pejzażach epoki mongolskiej można zaobserwować tendencję do ograniczania lawowań tuszu i stosowania kresek widocznych, ostro się odcinających. W obrazach Wang Menga, tak samo jak starszego od niego Huang Gongwanga (zm. 1354), widać ponadto odejście od asymetrii kompozycji skupionej w jednym rogu i fascynacji wielkimi obszarami wód, typowych dla epoki Song. Zamiast tego mamy kompozycje wypełnione, krajobrazy górskie piętrzące się od dołu aż do samej góry, często ściśnięte celowo przez zastosowanie węższego formatu. Nieobecne są też pasma mgły, bez której trudno sobie wyobrazić jakikolwiek pejzaż z epoki Song.
Za przykład wczesnego stylu Wang Menga uchodzą takie obrazy jak datowana na 1354 Zaciszna osada w letnich górach (Freer and Sackler Galleries) i nieco późniejsza Samotnia rybaka w Huaqi (Narodowe Muzeum Pałacowe). Na wpływ Zhao Mengfu wskazują takie elementy tych obrazów jak schematyczna kompozycja pejzażu rzecznego, uproszczone figury i detale architektoniczne oraz systematyczne użycie kresek pima cun („rozrzuconych konopi”) dla oddania tekstury skał i gór (technika ta jest kojarzona z X-wiecznymi malarzami Dong Yuanem i Juranem). Oba obrazy poświęcone są tematowi odosobnienia i wycofania się, oddanymi przez stylistyczne odwołanie się do maniery znanej już od wieków. 
Najważniejsze ze swoich obrazów Wang Meng namalował w latach 60., dekadzie zamętu, kiedy władza Mongołów upadła i w ciągłych walkach rodził się nowy porządek. Chociaż jego prace nie zawierają eksplicytnej politycznej treści, to ówczesna sytuacja stanowi kontekst dla jego coraz wyrazistszego przedstawiania tematu odosobnienia. Jego pejzaże z połowy lat 60. łączy wykorzystanie tonalnego kontrastu dla dramatycznego efektu. Podobnie jak X. i XI-wieczne pejzaże, szczególnie autorstwa Guo Xi, zawierają one pełne siły wyrazu, monumentalne kompozycje górskiego krajobrazu i zajmują się cyklem pór roku. Monumentalny temat uzyskuje tutaj indywidualny odcień poprzez nasycenie go osobistą ekspresją.
Za arcydzieło Wang Menga uchodzi Samotne domostwo w górach Qingbian (Muzeum Szanghajskie), datowane na 1366. Prawdopodobnie przedstawia ono willę jego kuzyna, Zhao Lina, który musiał uciec z tej rodzinnej posiadłości położonej w górach z powodu walk, jakie toczyły się w tym regionie w 1366. To dzieło, przynajmniej na pierwszy rzut oka, należy zatem do tradycyjnego gatunku obrazów przedstawiających „pustelnie” uczonych–literatów, które pozwalały odpocząć od gwaru miejskiego życia. Jednak zwyczajowe implikacje bezpiecznego schronienia zostają tutaj podważone, nie ma bowiem na nie miejsca w sytuacji gdy nieopodal namalowanej na obrazie wiejskiej rezydencji toczyły się walki pomiędzy armiami Zhang Shichenga i Zhu Yuanzhanga. Obraz jest namalowany w mieszanym stylu, czerpiącym zarówno z X-wiecznego południowego stylu Jurana jak i XI-wiecznego północnego stylu Guo Xi. Te leżące u podstaw dzieła Wang Menga obrazy dawnych mistrzów pozwalały widzowi na wizualne branie udziału w uporządkowanym wszechświecie, spójnie zorganizowanym, tak by był on możliwy do odczytania i przejścia. Zachowując wiele cech tego typu obrazów, Wang Meng wzbudza powiązane z nimi oczekiwania, tylko po to, by zawieść je w radykalny sposób poprzez nienaturalne światło i cienie, nieostrość i zniekształcenia przestrzeni oraz pełną siły destabilizację całego terenu. Różnorodne pociągnięcia pędzla są gęsto zgrupowane lub nakładane, by uzyskać dotykalne bogactwo tekstury, zawijasy zaś nadają niespokojną płynność powierzchni, przekazując jednocześnie nerwową energię ręki artysty.

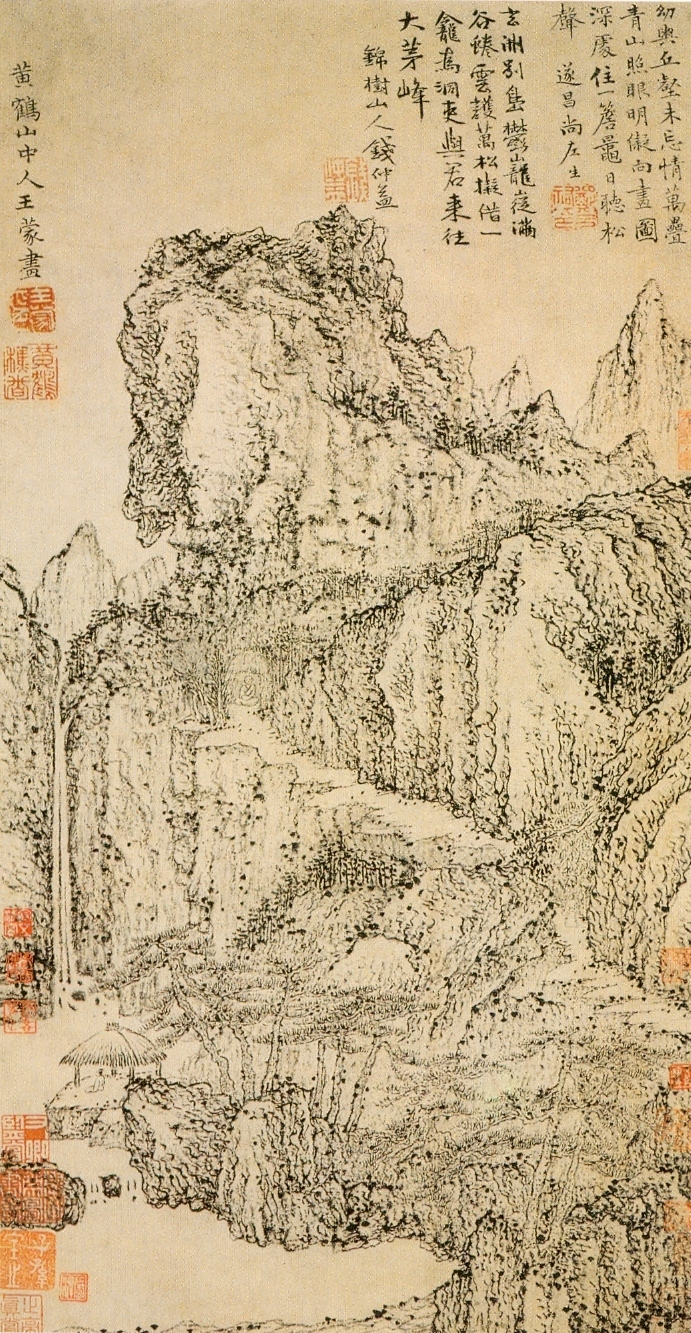
Krajobraz. Muzeum Szanghajskie

Temat wykorzenienia podejmuje również pochodzący prawdopodobnie z tego samego okresu Ge Zhihuan przenoszący swoje domostwo (Muzeum Pałacowe), poświęcony historycznej postaci taoistycznego alchemika Ge Honga (zm. ok. 343). „Przeniesienie swojego domostwa” musi odnosić się do epizodu z późnego okresu jego życia, gdy porzucił on urząd, by wraz z rodziną wyruszyć w celu poszukiwania alchemicznej wiedzy. Zgodnie z jedną z opowieści, przybywszy w rejon Kantonu, chciał udać się dalej na południe, by zdobyć cynober potrzebny do stworzenia eliksiru nieśmiertelności. Gdy uniemożliwił mu to lokalny namiestnik, udał się na pobliską górę Luofu i tam przygotował eliksir. Dolina z pokrytymi strzechą domami w lewym górnym rogu, gdzie na jego przybycie czekają postaci służących, musi przedstawiać cel jego podróży. Na innym poziomie kompozycja przypomina obrazy, na których taoistyczny nieśmiertelny wstępuje do Nieba wraz z całą swoją rodziną i przy takim odczytaniu ukryta dolina, trudno dostępna i otoczona górami, przedstawia osiągnięcie raju. Ge Zhihan patrzy na członków rodziny przemieszczających się poniżej niego. Powyżej niego ścieżka znika, by następnie pojawić się daleko wyżej i prowadzić do doliny. Wykorzystując język pejzażu z epoki Pięciu Dynastii i dynastii Song, Wang Meng prowadzi widza przez kolejne przestrzenie, w ramach których osadzona jest narracja. Pozostając w zgodzie z tym celem, oddaje on materiały swojego obrazu – postaci, drzewa, masywy skalne – z niezwykłą dbałością, używając suchych, precyzyjnych kresek i unikając wszystkiego, co gestykularne, kaligraficzne lub wskazujące na spontaniczność. Jest to techniczne osiągnięcie przekraczające wszystko, co Wang Meng próbował osiągnąć w swoich innych dziełach.
Ponieważ nie jest znany żaden jego obraz datowany później niż na 1368, identyfikacja prac z późnego okresu jego twórczości musi polegać na dających się odkryć różnicach stylu i być mniej lub bardziej spekulatywna. W tym okresie umieszcza się grupę obrazów charakteryzujących się luźnymi pociągnięciami pędzla, bogate kolorystycznie, płaskie i pozbawione głębi, precyzyjnego ujęcia przestrzeni i iluzjonistycznych efektów światła i cienia. Dzielą one ze sobą bogatą teksturę form łączącą się z dynamicznymi zawijasami i kropkami. Kompozycje są zatłoczone formami w relatywnie małej skali. Wiele z tych obrazów przedstawia studio, pustelnię lub świątynię, często z buddyjskimi lub taoistycznymi skojarzeniami. Brak tu cyklu pór roku i majestatycznej przestrzeni wcześniejszych prac, tak samo jak łatwo rozpoznawalnych stylistycznych odniesień do wcześniejszych obrazów. Do dzieł z tego okresu zalicza się m.in. Grota w lesie w Juqu (Narodowe Muzeum Pałacowe), gdzie powierzchnię obrazu całkowicie opanowuje gąszcz przecinających się i splątanych ze sobą kresek oraz przecinające się profile lub powierzchnia skał. Innym przykładem jest Krajobraz (Muzeum Szanghajskie), gdzie obraz został zredukowany do płaskiej konfiguracji kresek na powierzchni papieru.
Dzieło Wang Menga czasami uważa się za wyznaczające granicę pomiędzy tradycją średniowieczną a późniejszym chińskim malarstwem. Ten pogląd opiera się na dostrzeżeniu w niektórych jego obrazach anarchistycznej tendencji, którą wiążę się z ekspresjonistyczną manierą przypisywaną przez niektórych zachodnich krytyków malarstwu późnej epoki Ming. Być może to pokrewieństwo ze sztuką, która rozkwitła dwa stulecia później, objawiające się w szczególności niezwykłą troską o żywą, wzorzystą powierzchnię, odzwierciedla wpływ współczesnej sztuki dekoracyjnej, sporadycznie zauważalny również w innych przykładach malarstwa z epoki Yuan.